# Eikenstamjager
De Eikenstamjager (Choerades marginata) is een vlieg uit de familie van de roofvliegen (Asilidae). De wetenschappelijke naam van de soort werd als Asilus marginatus in 1758 gepubliceerd door Carl Linnaeus.